# Parque de Atenas
El parque de Atenas (denominado antiguamente campo de la Tela) es un espacio verde situado cerca del palacio Real de Madrid. Está delimitado por la calle de Segovia, el paseo de la Virgen del Puerto, la cuesta de la Vega y el muro meridional del Campo del Moro, del que puede considerarse espacio verde anexo. Su primitivo nombre de campo de la Tela le viene de ser, en tiempos de Felipe II, lugar para celebración de justas y torneos. Fue declarado parque en 1971.

## Historia
En 1590 el rey Felipe II compró el solar que ocupa el actual parque para realizar torneos entre caballeros, así como juego de cañas. A partir del siglo xviii y hasta el siglo xix quedó convertido en un arenal sin utilidad. A inicios de 1868 se proyectó arbolar la zona y dotarla de estufas, intención que se vio interrumpida por la revolución de 1868. En 1971 se urbanizó y se le dio el nuevo nombre de parque de Atenas en honor a la entonces princesa Sofía. Fue reformado entre 2003 y 2011.